# آنتونوف ایرلاینز
آنتونوف ایرلاینز (به انگلیسی: Antonov Airlines) یک شرکت هواپیمایی است که در ۱۹۸۹ میلادی تأسیس شده‌است. دفتر مرکزی آنتونوف ایرلاینز در کی‌یف، اوکراین واقع شده‌است و قطب این شرکت هواپیمایی در فرودگاه هوستومل قرار دارد.